# 马拉塔韦尔讷
马拉塔韦尔讷（法語：Malataverne，法語發音：[malatavɛʁn]）是法国德龙省的一个市镇，位于该省西南部，属于尼永斯区。

## 地理
马拉塔韦尔讷（44°29'15"N, 4°45'4"E）面积16.68 平方千米，位于法国奥弗涅-罗讷-阿尔卑斯大区德龙省，该省份为法国东南部内陆省份，北起顺时针与伊泽尔省、上阿尔卑斯省、上普罗旺斯阿尔卑斯省、沃克吕兹省和阿尔代什省接壤。
与马拉塔韦尔讷接壤的市镇（或旧市镇、城区）包括：阿朗、罗讷新堡、栋泽尔、莱格朗日贡塔尔德、鲁萨。

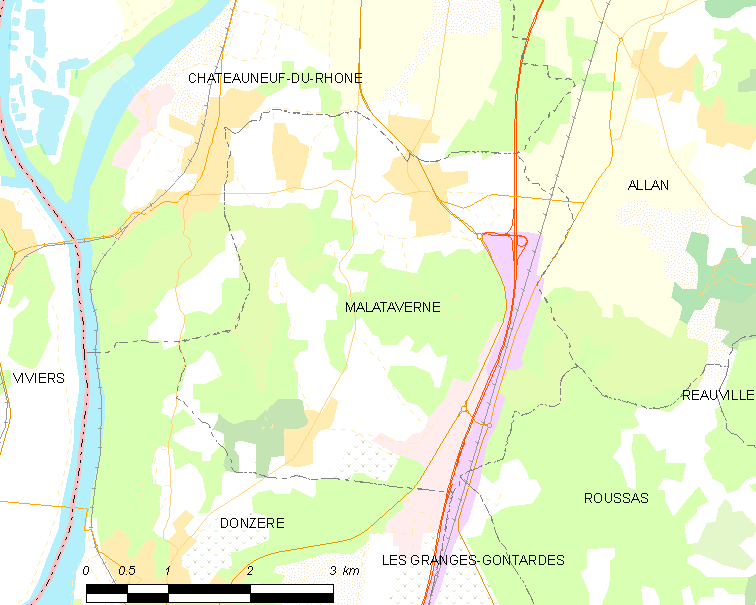
马拉塔韦尔讷的OSM定位图

马拉塔韦尔讷的时区为UTC+01:00、UTC+02:00（夏令时）。

## 行政
马拉塔韦尔讷的邮政编码为26780，INSEE市镇编码为26169。

## 政治
马拉塔韦尔讷所属的省级选区为格里尼昂县。

## 人口

1962-2008年间马拉塔韦尔讷人口变化图示

马拉塔韦尔讷于2022年1月1日时的人口数量为2238人。